# Rupert Thomas
Rupert Broas Thomas, Jr. (ur. 21 listopada 1890 w Kansas City, zm. 28 lutego 1956 w Nowym Jorku) – amerykański lekkoatleta specjalizujący się w biegach sprinterskich, olimpijczyk.
Uczestniczył w rywalizacji na V Igrzyskach olimpijskich rozgrywanych w Sztokholmie w 1912 roku. Startował tam w biegu na 100 metrów, gdzie dotarł do fazy półfinałowej.
Rekordy życiowe: 100 jardów – 10.2 (1912).